# Alienator
Pour plus de détails, voir Fiche technique et Distribution.
Alienator est un film de science-fiction américain réalisé par Fred Olen Ray, sorti en 1990, avec Jan-Michael Vincent et Ross Hagen.
Le film a été décrit par Leonard Maltin (ce qu’a confirmé Fred Olen Ray) comme étant un « semi-remake » du film de 1957 The Astounding She-Monster. Robert Clarke, qui a joué dans ce film, apparaît également dans Alienator. Son titre est un mélange entre Alien et Terminator ou Predator.

## Synopsis
Kol, un criminel extraterrestre, s’échappe d’un vaisseau spatial et atterrit dans les bois près d’une banlieue américaine. Le commandant du vaisseau spatial envoie « l’Alienator », un androïde mortel d’aspect féminin, pour capturer Kol. Elle poursuit sans relâche Kol et un groupe d’adolescents qu’il rencontre.

## Distribution
- Jan-Michael Vincent (VF : Guy Chapellier) : le commandant de la prison
- John Phillip Law (VF : Bernard Tiphaine) : Ward Armstrong
- Ross Hagen : Kol
- Teagan Clive : Alienator
- Dyana Ortellí (VF : Joëlle Guigui) : Orrie
- Jesse Dabson (VF : Éric Legrand) : Benny
- Dawn Wildsmith (VF : Agnès Gribe) : Caroline
- P. J. Soles (VF : Francine Lainé) : Tara
- Robert Clarke (VF : Philippe Dumat) : Lund
- Richard Wiley (VF : Patrick Poivey) : Rick
- Leo Gordon (VF : Michel Gudin) : le colonel Coburn
- Robert Quarry (VF : Henri Poirier) : Docteur Burnside
- Fox Harris : Burt
- Hoke Howell (VF : Marc de Georgi) : Harley
- Jay Richardson (VF : Marc François) : sergent-major de la prison
- Dan Golden : le prisonnier électrocuté
- Joe Zimmerman : Gardien-chef de la prison
- Kathy Brett : Technicien de la prison #1
- Joseph Pilato : Technicien de la prison #2[4].

## Versions
Alienator devait initialement sortir entre mai et août 1989. Prism Entertainment a annoncé en novembre 1989 la sortie du film, couplé avec Time Troopers, pour fin décembre. Prism sortit le film plus tard que prévu, le 8 février 1990,. En France, le film sort en VHS chez Delta Video en 1991.
Le 19 mars 2013, le film est sorti en DVD par Shout! Factory dans le cadre d’un coffret de deux disques « Action-Packed Movie Marathon », qui contenait un total de quatre films. Le 13 juin 2017, le film est sorti en Blu-ray par Scream Factory, avec une piste de commentaires du réalisateur Fred Olen Ray.

## Réception critique
D’après des critiques contemporaines, « Lor. » de Variety a visionné la cassette vidéo AIP le 18 novembre 1989. « Lor. » a déclaré que le film était un « thriller de science-fiction ironique, destiné aux fans de vidéo à domicile avec un faible pour les vieilles stars et les séries à l’ancienne ». « Lor. » a noté que le film « souffre d’un scénario faible » qui a donné peu à faire à Jan-Michael Vincent et John Phillip Law, tandis que P.J. Soles est « coincé dans un costume plutôt loufoque en tant que technicien de l’espace ».